# Heckengelände zwischen Gewand Hub und Steigle
Das Heckengelände zwischen Gewand Hub und Steigle ist ein vom Landratsamt Rottweil am 1. Februar 1953 durch Verordnung ausgewiesenes Landschaftsschutzgebiet auf dem Gebiet der Gemeinde Bösingen.

## Lage
Das ca. 2,5 Hektar große Landschaftsschutzgebiet Heckengelände zwischen Gewand Hub und Steigle liegt etwa 1,5 km östlich von Bösingen. Es gehört zum Naturraum Obere Gäue.

## Landschaftscharakter
Im Süden des Gebiets befindet sich ein Waldstück, nördlich davon ein Acker und ein größeres Feldgehölz, das aus ehemaligen Feldhecken hervorgegangen ist.